# Truroll Plaza
La Truroll Plaza (泰合广场) appelée aussi Taihe Plaza est un gratte-ciel haut de 176 mètres (hauteur du toit) construit dans le centre de la Chine à Wuhan de 1993 à 1996. 
Il abrite des bureaux sur 47 étages pour une surface de plancher de 73,500 m².